# 称杆树
称杆树（学名：Maesa ramentacea）为紫金牛科杜茎山属下的一个种。

## 扩展阅读
- 維基物種上的相關：称杆树